# الاحتجاجات السنغالية 2007-2008
الاحتجاجات السنغالية 2007-2008 عبارة عن احتجاجات معارضة ومظاهرات مدنية وأعمال شغب وإضرابات شهدتها السنغال، بسبب تدهور الأوضاع الاقتصادية وارتفاع أسعار الغذاء بسبب أزمة أسعار الغذاء العالمية 2007 - 2008. شارك المئات في مسيرات خلال يناير ومارس، وقد واجه المتظاهرون الرصاص والغاز المسيل للدموع، كما تمّ إطلاق خراطيم المياه على المتظاهرين الذين يطالبون بإصلاحات ديمقراطية والعدالة، وإقالة الرئيس عبد الله واد.
بعد الاحتجاجات في ديسمبر، هدأت وتوقفت لمدة 2-3 أشهر حتى مارس وأبريل 2008، عندما تمّ نشر الدبابات بعد احتجاجات المعارضة وأعمال شغب في داكار. قُتل أربعة أشخاص في الانتفاضة والاشتباكات التي أعقبتها. هزّت الاحتجاجات العنيفة البلاد حتى 28 أبريل 2008، عندما قُتل متظاهران خلالها.